# Broskvoň obecná
Broskvoň obecná (Prunus persica) je ovocný strom s peckovitými plody, který kvete v březnu, dubnu a květnu. Původní vlastí broskvoní je nejspíše Čína, odtud se dostaly do západní Asie, zvláště Persie, kde brzy zdomácněly, odtud se dostaly do Říma, kde byly plané plody označovány jako perská jablka (mala persica). S Římany se dostaly do Galie a přes Alpy. Broskvoň obecná roste planě jako keř.

## Popis
Broskvoň je opadavý menší strom nebo keř dorůstající výšky 5–6 metrů, s kulovitou až kotlíkovitou korunou.
Pěstované ovocné stromy jsou obvykle udržovány ve tvaru s dutou (kotlovitou) korunou a pravidelně silně řezány, takže jejich koruna je pak rozprostřená, pravidelná a vzdušná, se silnými základními větvemi a červenozeleně zbarvenými, vitálními letorosty. Dřevina bujně roste a plodí na loňských letorostech.

### Kmen
Kmen je tmavohnědý a má nepravidelně rozpraskanou borku. Mladé větévky jsou zcela hladké, nazelenalé nebo na osluněné straně až oranžově nahnědlé, na spodní straně s četnými lenticelami.

### Listy
Listy jsou protáhlé, kopinaté, velikosti 8–14 cm, k bázi klínovitě zúžené, ke konci protáhlé, široké 2,5–3 cm. Řapík je hladký stejně jako čepel, dlouhý 1–1,5 cm.

### Květy
Květy jsou jednotlivé, měřící v průměru 3–4 cm. Zbarvení korunních lístků je narůžovělé až načervenalé a jsou lžícovitě prohnuté. Semeník je pokryt dlouhými bělavými chloupky. Květy rozkvétají v dubnu na brachyblastech po 1–2, jsou přisedlé, tmavě růžové, oboupohlavné, pravidelně pětičetné.

### Plody
Plody jsou peckovice s postranní rýhou. Dužnina je šťavnatá, pecka je hluboce brázditá. Barva je variabilní, na straně vystavené slunci může být až červená. Plody dozrávají v srpnu až v září. V praxi rozdělujeme broskvoně podle plodu do čtyř skupin. Pravé broskve jsou chlupaté až plstnaté, s peckou snadno oddělitelnou od dužniny. Tvrdky jsou plstnaté, s těžko oddělitelnou peckou. Nektarinky jsou lysé, s lehce oddělitelnou peckou, málo nápadnou podélnou rýhou a velmi šťavnatou dužninou. Brugnonky jsou lysé, s těžko oddělitelnou peckou.

## Ekologie a rozšíření v Česku
Broskvoně se řadí mezi teplomilné rostliny s vysokými nároky na světlo. Daří se jim v oblastech s průměrnou roční teplotou dosahující hodnoty 9 °C a více, s hlubokými propustnými půdami, nejlépe hlinitými, s nízkou hladinou podzemní vody. Velkoplošně jsou broskvoně pěstovány především na jižní Moravě a v menší míře v Českém středohoří a středních Čechách, ale pěstují se často i v zahrádkách a sadech po celém území ČR.

## Historie pěstování v Česku
Broskvoně se v českých zemích ve větší míře začaly pěstovat až koncem 60. let, kdy byly založeny velkoplošné výsadby odrůdy Redhaven. Import broskví ze zahraničí téměř ustal, ale objevily se problémy s nízkou kvalitou třídění, uchovatelností ovoce v obchodní síti a díky neexistující konkurenci i vysokými cenami. Po roce 1992 muselo pěstování broskvoní překonat komplikace spojené s rozpadem zemědělských družstev a státních statků. Šlo zejména o tlak na snížení cen pod úroveň výrobních nákladů, zastaralý sortiment, zdlouhavá registrace nových odrůd a nekvalifikovanost majitelů nových sadů. Důsledkem byl klesající trend vývoje ploch broskvoňových sadů, který pokračuje dodnes.Je uváděno že v roce 2008 se produkce broskví v ČR podílí na zásobení českého trhu až z 50%. V roce 2014 je uváděno že 95 % plodů broskví a nektarinek, nabízených na v ČR spotřebitelům je importováno do ČR, pochází ze Španělska, Itálie nebo Řecka. Je uváděno, že výrobci tak nejsou s to v části sklizňového období v ČR konkurovat produkci dovážené ze zahraničí. V mnoha případech výrobci prodávají plody přímo maloodběratelům. Zjevnou výhodou místních výrobců, kteří dodávají maloodběratelům, je možnost dodávat plody v podstatně vyšší zralosti, tedy chutnější, a dosáhnout tak upřednostnění kvalitního zboží zákazníkem.

## Stanoviště
Broskvoně ve výsadbě preferuje chráněné světlé, slunné stanoviště. Broskvoně lze dobře pěstovat na různých půdách za předpokladu, že jsou dobře odvodněné, a v některých oblastech správně zavlažované. Zdá se, že ideální půda pro broskve je hluboká, dobře odvodněná, hlinitopísčitá půda. Broskvoň dobře snese i poměrně lehké písčité půdy. Štěrkovité půdy, pokud jsou dobře odvodněné, jsou rovněž přijatelné pro broskvoně. Těžkým, špatně odvodněným půdám je třeba se vyhnout.
Důležitost výběru polohy pro komerční produkci broskví lze jen stěží přeceňovat, neboť správná volba umístění do velké míry ovlivní úspěch sadu. Obecně platí, že je vhodné pěstovat broskve tam, kde je velké množství broskví pěstováno. V těchto regionech je pravděpodobné, že bude příležitost zajištění nekvalifikované pracovní síly v době sklizně, což v regionech, kde jsou pěstovány broskve relativně málo, může být obtížné zajistit.
Je také třeba zvážit klimatické podmínky při výběru místa pro komerční sady. Oblasti s tuhými mrazy i regiony které jsou známé teplým počasím na konci zimy, nejsou vhodné. Dalším důležitým bodem, který je třeba zvážit při výběru umístění, je blízkost dopravní infrastruktury. Pěstitel, jehož sad se nachází ve značné vzdálenosti od přepravní stanice, pravděpodobně musí zajistit dopravu sám. Pokud je velké množství broskví dodáváno denně, doprava do stanice je nesmírně důležitá. Blízkost trhu, kde plod má být prodán, je dalším faktorem, který je třeba zvážit při výběru místa pro pěstování broskví. Pokud je ovoce dopravováno pouze na krátkou vzdálenost, je pravděpodobné, že dorazí na trh v lepším stavu, než když zásilka urazí dlouhé vzdálenosti.
Vybírání místa pro sad zahrnuje také posouzení půdy a expozice. Broskev lze dobře pěstovat na různých půdách, za předpokladu, že jsou dobře odvodněné, a v některých oblastech i správně zavlažované. Ideální půdou pro broskvový sad je hluboká, dobře odvodněná, hlinitopísčitá půda. Broskev snese dobře i poměrně lehké písčité půdy. Kamenité půdy také, pokud jsou propustné, jsou přijatelné pro broskve. Těžké, špatně odvodněné půdy vhodné nejsou.
Význam expozice broskvoňových sadů byla v minulosti poněkud přeceňována. Rovná nebo mírně zvlněné krajina má malý význam, kromě toho, že nízko položených oblastech je třeba se vyhnout se pravděpodobnosti, že ovoce v těchto místech bude zničeno jarními mrazy. V pahorkatinách je vhodné se vyhnout oblastem, které jsou vystaveny silným převládajícím větrům, a také chráněným místům s jižní expozicí, kde by se pravděpodobně pupeny příliš brzy vyvíjely.
Výhodné jsou kopcovité oblasti v místech, která jsou poněkud nad úrovní okolní půdy, a kde se je přiměřené proudění vzduchu.

## Výběr odrůd
Výběr odrůd pro pěstování má prvořadý význam pro velkopěstitele broskví . Samozřejmě, že pěstované odrůdy by měly být přizpůsobeny dané lokalitě. Pro obchodní účely by měly být pěstovány ty odrůdy, jež jsou požadovány na trhu. Také je nutné věnovat velkou pozornost přepravním vlastnostem odrůdy, ale pěstované odrůdy musí být přizpůsobeny požadavkům místního trhu.

## Pěstování

### Koupě a prodej sazenic
Pokud pěstitel vypěstuje vlastní vzrostlý strom ze svého množení, může si být jist, že je požadované odrůdy. V případě, že stromy jsou pořízeny ze školky, je možné, že vinou chyby, nebo úmyslem školkaře zbavit se přebytečných zásob pod rouškou záměny názvu, koupí jinou odrůdu. To tvrdí už na počátku 20. století odborná literatura.
Ačkoliv bývají porosty registrovaných školkařů během pěstování zhlédnuty odbornými pracovníky, jistotu správnosti odrůdy i podnože a zdravotní stav prodejných stromků nelze bez kontrol, alespoň významných prodejců, zajistit.

### Výsadba
Podzimní výsadba je pro broskvoně někdy doporučována. Tam, kde je půda dobře odvodněna a stromy dobře vyzrálé, může být v praxi úspěšná. Kořeny broskvoní jsou však citlivé na působení zmrazování a rozmrazování, a proto v oblastech, kde je nebezpečí zvedání půdy mrazem, je lepší vysadit stromy na jaře. Orba pozemku v druhé trati, připravovaného pro výsadbu, by měla být provedena na jaře, jakmile to podmínky dovolí. Okamžitě by mělo následovat důkladné vláčení půdy.

### Spon
Na hlubokých, nezavlažovaných půdách, kde broskev vyroste do značné velikosti, by stromy měly být obvykle vysazeny ve sponu 6 m v každém směru. Pokud sad má být zavlažován, 7–7,5 m není příliš. Na lehkých půdách stromy mohou být nastaveny blíže jak 5,5 m v každém směru, a to zejména, je-li vykonáván pravidelný řez. Broskve jsou někdy vysazeny 4,5 m od sebe, ale to vyžaduje prořezávání. Už za pár let se takto vysazené stromy pravděpodobně stanou přehoustlými.
Dostatečná vzdálenost by měla být vždy vlevo mezi vnějšími řadami stromů a okolními ploty, živými ploty, nebo lesy, aby bylo možné provést důkladnou kultivaci těchto řádků a pro průchod postřikovačů a dalších sadařských nástrojů. Silnice jsou jen zřídka vedeny přes broskvoňové sady, je však třeba udržovat dostatek místa mezi řádky, aby týmy, které mají provádět sklizeň a údržbu měly dostatek manipulačního prostoru.

### Hnojení
Hnojení mladého broskvoňového sadu je zapotřebí. Druh a množství hnojiva, které bude třeba použít, bude záviset na úrodnosti půdy a ošetření plochy použité na výsadbu stromů. Půdy, které byly v hojně prohnojeny předplodinami, budou první rok po vysazením broskví vyžadovat málo nebo žádné hnojivo.

### Meziplodiny
V nově vysázeném broskvovém sadu by měly být důkladně pěstovány meziplodiny za účelem zachování vlhkosti a zničení plevele.Vhodné jsou hrách, fazole, rajčata nebo brambory mezi řádky první sezóně a mohou být pěstovány i druhou sezónu. Kukuřice se často pěstuje mezi řádky a proti této praxi není námitka za předpokladu, že řady kukuřice jsou nejméně 4 metry od stromů, a že je udržována po celou dobu vegetačního období v bezplevelném stavu. Není vhodné pěstovat obilí, jako je žito nebo pšenice. V nově osázeném broskvovém sadu odebírají tolik vody z půdy, že mladé broskvoně pravděpodobně trpí nedostatkem vlhkosti.

### Řez broskvoní

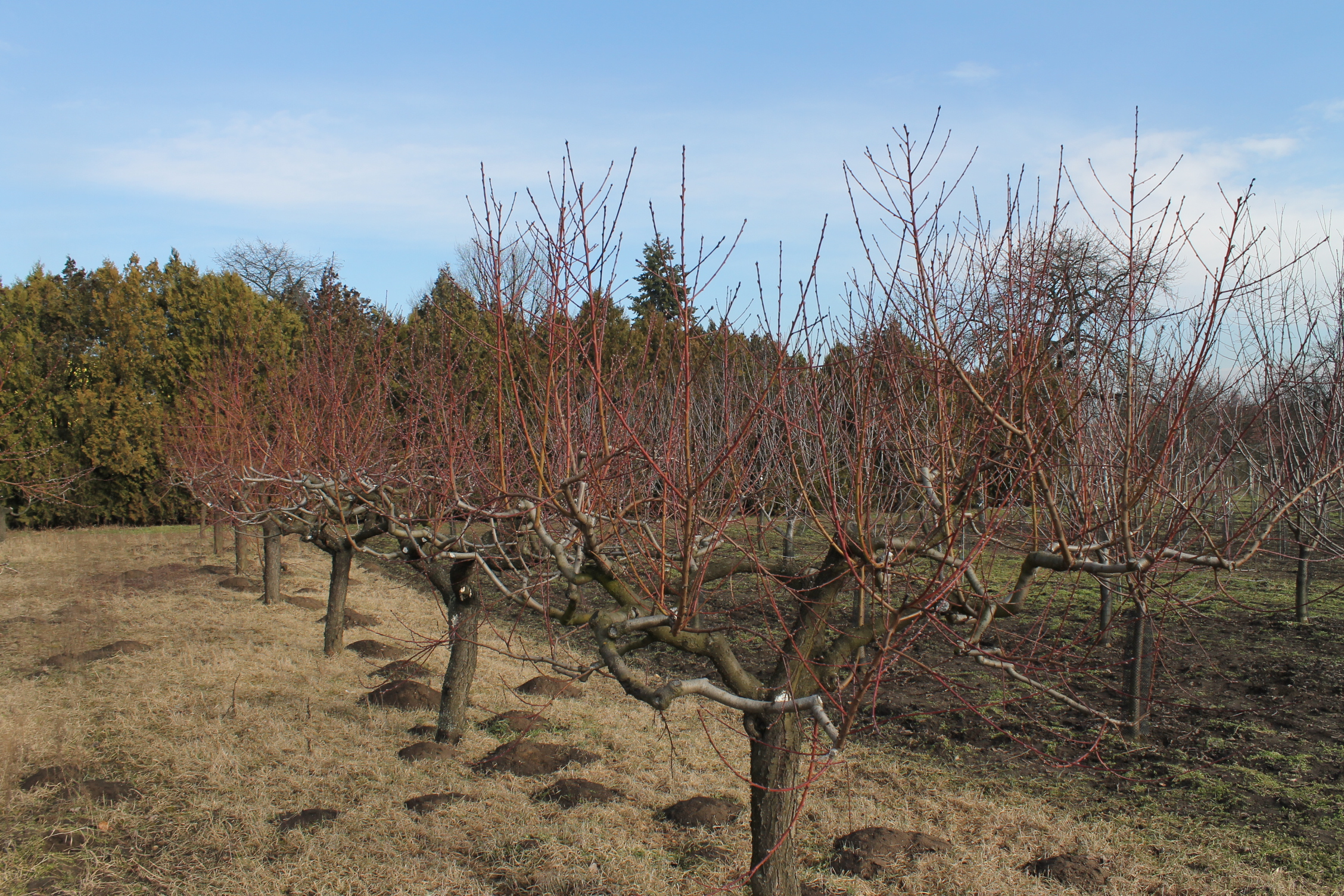
Udržovaný broskvoňový sad před řezem

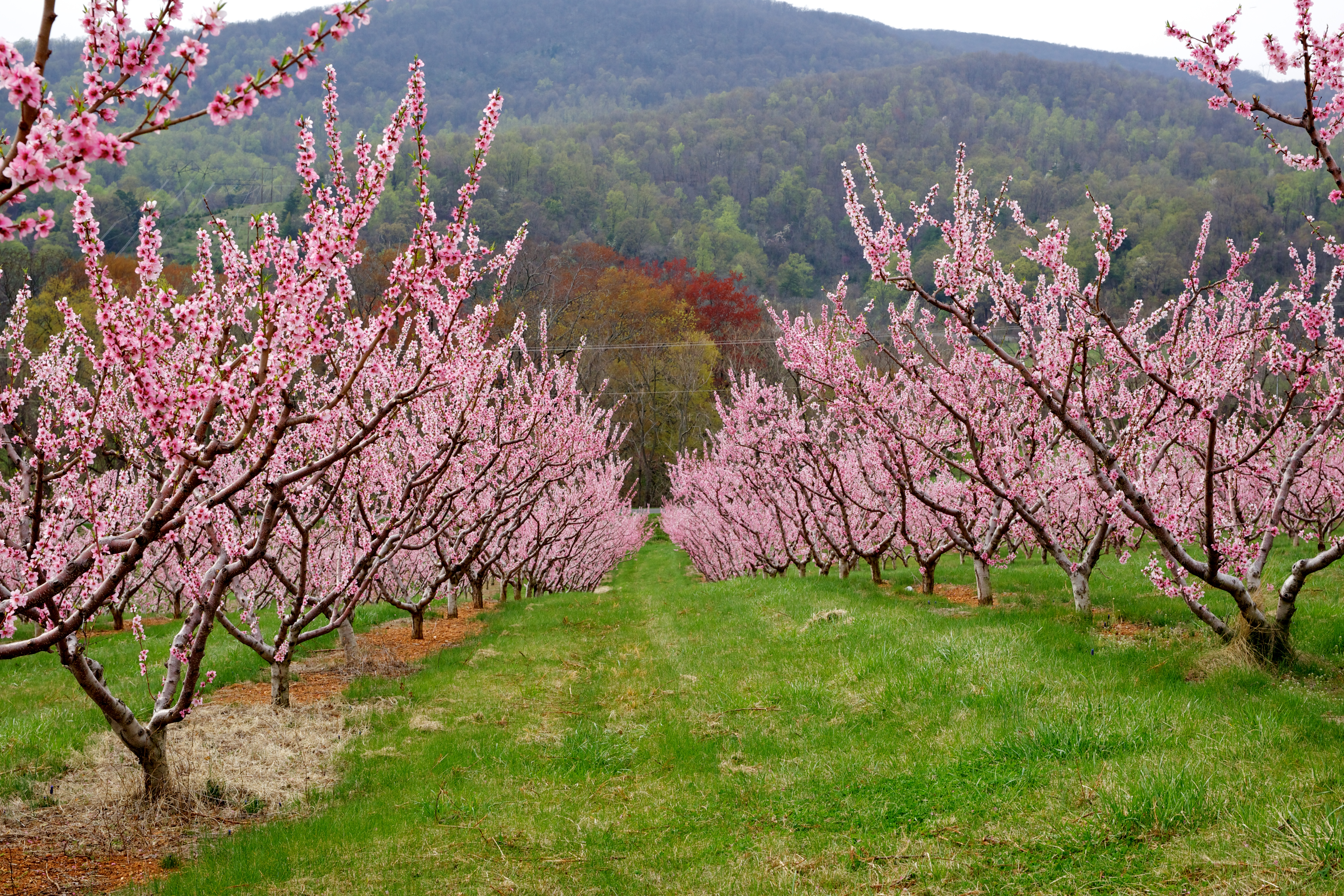
Kvetoucí řezané broskvoně

Na konci prvního roku by měl mít strom vytvořeno několik silných bočních větví. Při řezu takového stromu ponecháme tři až čtyři hlavní větve, které silně zakrátíme.

#### Průklest
Dvouleté stromy se řežou v období rašení pupenů. Průklest se v tomto období skládá z prosvětlení postranního obrostu a zkrácení letorostů o jednu třetinu až jednu polovinu (na dva čípky). Odstraníme větve, které se kříží, nebo rostou souběžně. Slabší nebo nepravidelné větve by měly být odstraněny také. Tyto zásady patří mezi základní požadavky na průklest.
Po druhém roce po výsadbě, kdy je tvar stromu již založen, průřez by měl sestávat ze zkrácení přírůstků na hlavních větvích asi o jednu třetinu až jednu polovinu. Při zpětném řezu jakékoliv hlavní větve u broskvoně je nejlepší provést řez nad bočními výhony. Není-li na hlavní větvi v tomto místě výhon, řez by měl být proveden těsně nad pupenem směřujícím ven z koruny. Všechny větve, které jsou u broskvoně poničeny sněhem nebo ledem, nebo při zatížení ovocem v létě, by měly být odříznuty hladce, pokud je řez veden na další větve, poškození se zahojí rychle a podpoří se nový růst.
Broskvoně plodí hlavně na jednoletých výhonech, ačkoli některé odrůdy tvoří plodonosné trny, krátké větvičky, které se vyvíjejí na částech větví, které jsou dvouleté, a v některých případech dokonce i tříleté. Je tedy zřejmé, že každoroční řez značně snižuje úrodu broskvoní. Ale komerční odrůdy broskví tvoří takové množství květních pupenů, že je dokonce nezbytné některé při každoročním řezu odstranit a udržet tak vitalitu stromu. 

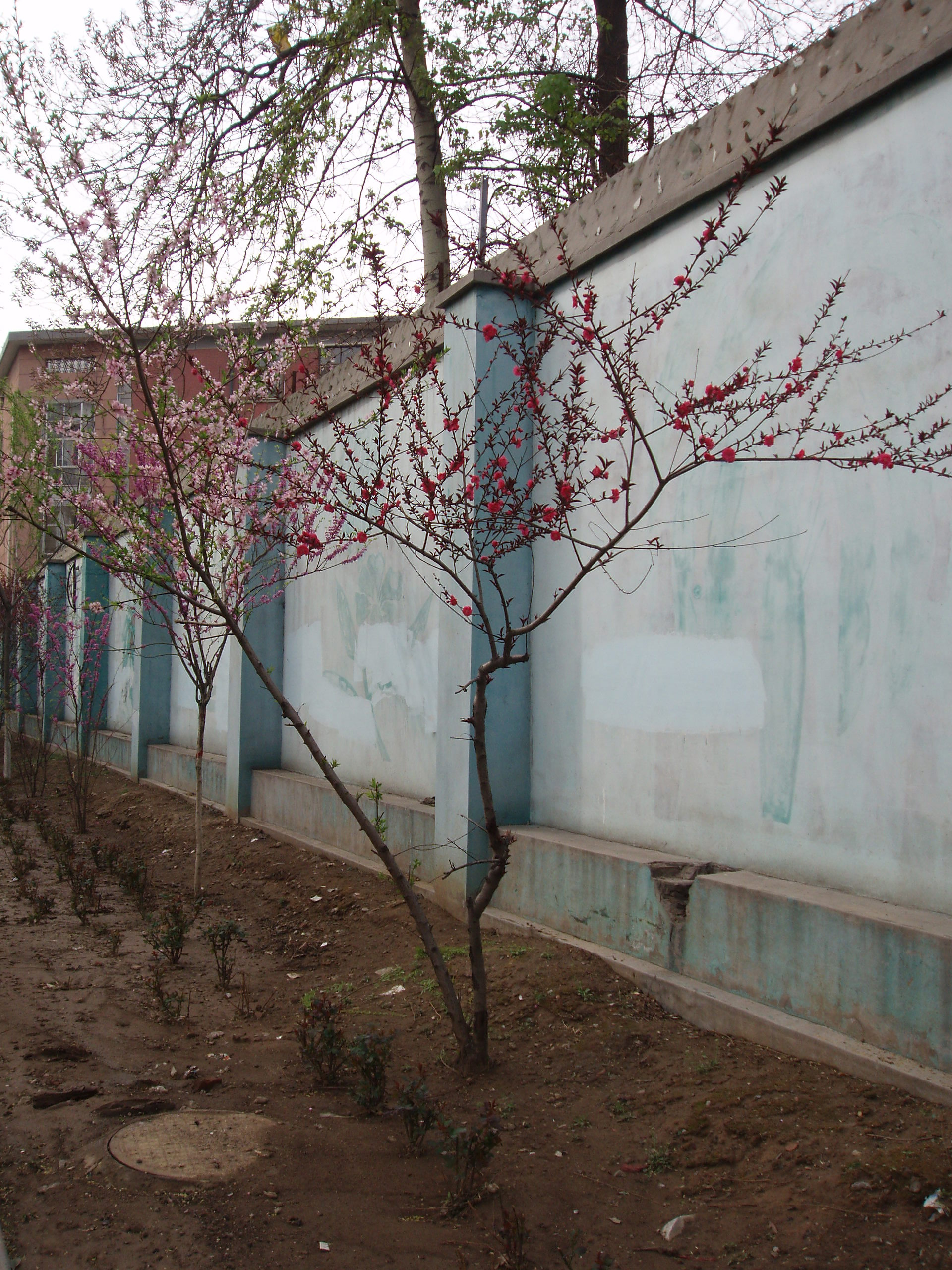
Nikdy neřezaná mladá broskvoň.

Neřezané stromy často tvoří poněkud větší sklizně během prvních let, v porovnání se stromy které jsou pravidelně prořezávány. Ale po první nebo druhé sklizni řezané stromy obvykle tvoří větší sklizně, o kvalitě plodů nemluvě. Protože je pravděpodobné, že budou více vitální a budou mít větší meziroční nárůst, neboť skutečná plocha, na níž dřevina plodí je u řezaných dřevin větší. U neřezaných dřevin se plody tvoří na koncích větví na okraji koruny. Broskvoně, které jsou pravidelně řezané, se dožívají mnohem vyššího věku, než neřezané stromy, a pupeny budou méně pravděpodobně poškozeny v zimě. Kromě toho plodí řezané stromy větší ovoce, protože jsou intenzivněji vyživovány.

#### Řez dřevin poškozených chladem
Pokud došlo k poškození poupat nebo větví, stromy by měly být prořezány na jaře s ohledem na toto poškození. Pokud byly poškozeny jen květní pupeny, pak by měly být zkráceny pouze letorosty z minulého roku. V případě vážného poškození je dobré zkrátit i větve dvou nebo tříleté. Když jsou mladé stromy zpětně seřezány do starého dřeva, mohou někdy hůře obrážet.

#### Letní řez broskvoní
Letní průřez broskvoní je zaměřen na prosvětlení hustých korun. Druhým nebo třetím rokem po výsadbě mají mladé broskvoně tendenci vytvořit velmi hustý obrost. Tato tendence může být nejlépe napravena správným letním řezem. Broskev často velmi bujně roste, zvláště během druhého roku po výsadbě, a to zejména v teplých písčitých půdách. Nepravidelný růst a tvoření větví převážně na jedné straně, či růst bujný růst vzpřímených větví rostoucích do koruny vyřešíme letním řezem. Průklest vedoucí k prosvětlení hustých korun lze provést do srpna. 

### Rozmnožování odrůd
Odrůdy broskvoní se množí očkováním. Podnože jsou očkovány pupeny ze stromů požadované odrůdy. 
Podnože:

- broskvomandloň semenáč
- broskvoňový semenáč
- St. Julien
- Pixy
- MY-KL-A

Byly vyšlechtěny podnože, které jsou vhodné i pro broskvoně to těžších půd. Základem je slivoň švestka, která těžší půdy snese dobře. 

### Rekonstrukce zanedbaných broskvových sadů
Hodnotu zanedbaného broskvoňového sadu, s dřevinami které jsou staré 4 až 8 let, není snadné určit. Zda se vyplatí renovovat zanedbaný broskvový sad a investovat do ošetřování neudržovaných broskvoní, závisí na mnoha podmínkách. Mnoho broskvoňových sadů se nikdy nestane ziskovými. Některé jsou vysazeny a ponechány bez další údržby, jiné jsou pěstovány po dobu několika let a pak zanedbány. Další broskvoně mohou být napadeny červci a puklicemi nebo závažnými houbovými chorobami. Pokud má pěstitel záměr renovovat zanedbaný broskvoňový sad, musí zvážit, z jakého důvodu došlo ke zpustnutí dřevin. V případě, že šlo o nedostatek péče, je třeba vzít v potaz několik hledisek: kvalitu odrůd, věk a stavu stromů, velikost sadu, jeho umístění, možnosti odbytu a dopravní dostupnost sadu.
Pokud se sad skládá převážně ze stromů neprodejných odrůd, není vhodné jej nerenovovat, a to i v případě, že stromy jsou v poměrně dobrém stavu. Stáří stromů je další důležitý ekonomický faktor. Přesný věk může být obtížné zjistit, ale 1–4 roky staré stromy lze snadno odlišit od těch, které jsou 10–12 roků staré. Broskvoně , které jsou 10–12 let staré a v zanedbaném stavu, mají za obvyklých podmínek nízkou hodnotu.

### Sklizeň a marketing
Broskve jsou jedny z nejcitlivějších plodů, takže sběr a manipulace s plody pro trh vyžaduje vždy pozornost. Důležitým detailem práce je sběr ovoce ve správné fázi zralosti. Dostatečně určujícím znakem je například barva dužniny, typická pro odrůdu. Nezralá broskev je také tvrdá a není snadno pohmožděna tlakem. Zralá broskve je měkká a zůstane zploštělá při stisknutí, právě dozrávající je při stisknutí v dlani elastická nebo pružná.
Broskve pro místní trh mohou zůstat na stromech až jsou téměř úplně zralé. Broskve sklizené nezralé se sice mírně vybarví, ale nebudou nikdy srovnatelné s chutí ovoce, které dozrálo na stromě. Broskve, které mají být odeslány na krátké vzdálenosti, je třeba sklidit ve fázi, kdy zbývají do zralosti 1 až 2 dny. Plody odrůd jako Elberta, Belle a Hiley, které mají pevnou dužninu, mohou být ve větší míře sbírány zralejší než ovoce choulostivějších odrůd, jako je Greensboro, Early Crawford, a Mountain Rose. Pokud má být ovoce přepraveno na vzdálený trh, měla by být věnována velká péče návaznosti a rychlosti dopravy. V New Yorku a dalších městech jsou plná auta broskví někdy rozhodnutím inspektorů hygieny zničena, protože ovoce bylo příliš nezralé, a proto nevhodné jako potravina. V takových případech je ztrátou pro pěstitele nejen ovoce samo o sobě, ale i dopravné, které bude značné, když zásilka byla zaslána na vzdálený trh. Pokud se přezrálé ovoce smísí s pevným ovocem, výsledky jsou katastrofální v případě, že zásilka byla zaslána po železnici. Každé balení broskví by proto mělo obsahovat pouze plně vyvinuté a přesto pevné plody.

#### Způsob sklizně
Každá broskev musí být pečlivě sklizena ze stromu ručně, a neměla by být silně stisknuta prsty. Je-li každé ovoce natočeno do strany a mírně pootočeno, je možné je sklidit z větve. Takto je sklizeno nejjednodušším a nejméně nebezpečnějším způsobem s ohledem na poškození plodu. Každá broskev by měla být umístěna rychle, ale opatrně, do přichystané nádoby. Za žádných okolností by ovoce nemělo být hozeno do koše. Sběr často provádějí nezkušené osoby, jež buď hodně času promrhají příliš opatrným zacházením s ovocem nebo příliš hrubým zacházením.
Pro sklizeň broskvoní byli na počátku 20. století najímáni sběrači obvykle ze dne na den. Na jejich práci zpravidla dohlíží mistr a je jeho prací kontrolovat, aby sběrači vykonali zadané množství práce a nepoškodili ovoce na stromech. Jednotlivým sběračům jsou někdy přiřazeny určité řádky, takže mistr může zhodnotit množství a charakter odvedené práce. Smluvní ceny jsou někdy stanoveny za sběr, za koš broskví, ale ve většině případů bylo zjištěno, že takový způsob odměny poškozuje stromy a ovoce. Dobrý systém pro sběrače je systém lístků. Každý sběrač, který začne pracovat, je vybaven zásobou lístků s identifikačním číslem. Sběrač umístí lístek v každém košíku ovoce. V balírně jsou tyto lístky sbírány a placeny odpovídajícím způsobem.

#### Třídění a balení
Natlučené nebo částečně shnilé broskve by nikdy neměly být zabaleny v jednom koši s kvalitním ovocem a velké zralé plody s malými a nevzhlednými broskvemi. Vyplatí se ovoce třídit do jakostních tříd. Pokud broskve mají být prodány na místním trhu, nemusí být zabaleny pevně, ale měly by být uspořádány atraktivním způsobem. Vrchní vrstva z každého balení musí být umístěna nejatraktivnější stranou nahoru, a v případě, že ovoce je pravděpodobné, že se bude prodávat na místním trhu, je dobré pokrýt otevřené balíčky plodů červenou nebo růžovou silně průsvitnou tkaninou, neboť to přispěje ke vzhledu a kromě toho omezí výskyt much a vos. Pokud broskve mají být prodány na vzdáleném trhu, musí být větší pozornost věnována třídění a balení. Podle dostupných informací se na delší vzdálenosti vyplatí vkládat více menších balení do pevné velké dřevěné bedny s otvory, což omezí i poškození zásilky zloději.

#### Metody prodeje
Prodej broskví se poněkud liší od prodeje jablek a hrušek. Broskve podléhají tak rychle zkáze, že musí být prodány brzy po sklizni. Jednotliví pěstitelé a sdružení si mohou pomocí zpráv dohodnout dodávky na různých trzích, aby se vyhnuli ztrátám z neprodaných plodů pro přebytek na některém trhu. Prodej broskví na místním trhu je mnohem jednodušší než prodej na velkém centrálním trhu. V prodeji na místním trhu pěstitel většinou prodává přímo spotřebiteli. Prodejci ovoce se setkávají na velkých trzích v centrálních bodech přepravy a pěstitelé často prodají své kvalitní dodávky výhodně zprostředkovateli. Je ale vždy pravděpodobnost, že některý kupující bude souhlasit nabídnout jednotnou cenu pro všechny jakostní třídy broskví, které jim pěstitel nabídne. Podle této dohody by mohly být ceny nízké. Ale pokud je dostatek konkurence mezi kupujícími, jsou nabízené ceny pravděpodobně uspokojivé.
Aby bylo možné zjistit, kteří prodejci nabízí nejlepší ceny, je vhodné někdy rozdělit zásilku. Někteří podnikatelé se zabývají nákupem a prodejem nejkvalitnějších broskví, jiní se specializují na střední nebo nízkou kvalitu ovoce. Pěstitel proto obvykle nejlépe prodá prvotřídní ovoce obchodníkům s kvalitním ovocem, a plody střední nebo špatné kvality obchodníkům, kteří se specializují na toto ovoce.
Poctivé a jednotné balení je důležité pro pověst pěstitele a je významným přínosem pro prodej broskví. V případě, že jsou broskve přepravovány v teplých vozech, zrání bude pokračovat, zejména pokud jsou dodávány na dlouhé vzdálenosti, pak se dostanou se na trh v měkkém nebo zvadlém stavu. Pokrokem byla doprava ovoce v chladicích vozech. Nicméně pokud jsou broskve dopravovány v chladicím voze při snížené teplotě, je pravděpodobné, že se některé z balíčků zkazí. Proto je třeba 1–2 dny ovoce před dopravou chladicím vozem důkladně vychladit, a to i v případě, že je auto správně chladné. Tento proces je znám jako předchlazení broskví. Ztráta broskví při dopravě chladicími vozy je i tak až 35 procent. Je třeba konstatovat, že menší ztráta nastává, pokud nejsou balíčky uloženy příliš vysoko ve voze, a vůz je správně vychlazen.

#### Skladování v chladírně
Jsou-li broskve sklizeny těsně před tím, než je dosaženo zrání a jsou-li umístěny ve skladech okamžitě při teplotě asi 0° až 1 °C, mohou být uchovány v konzumovatelném stavu po dobu několika týdnů. Nižší teplota by neměla být použita, jinak ovoce ztratí svou strukturu a chuť. Broskve ve skladu by měly být umístěny v chladicím boxu samostatně, protože snadno absorbují pachy z dalších materiálů, jako je zelenina a maso. Kromě toho pravděpodobně pohlcují pachy z borovicového dřeva a během krátké doby se mohou stát nepoživatelnými.
I když je možné broskve skladovat, je to jen občas výhodné, protože čerstvé ovoce je na trh během sezóny posíláno neustále a je pravděpodobné, že ovoce ztratí při skladování chuť nebo nasákne nežádoucími pachy.

## Poškození škůdci a chorobami a poruchy

### Poškození fyziologickými vlivy

#### Poškození chladem
Dochází k poškození květních pupenů, větví a kořenů. Bujnost růstu a zdravotní stav stromů je důležitým faktorem při vzniku poškození, silné, zdravé stromy bývají méně náchylné k poškození než ty, které jsou slabé a nemocné. Při neobvykle teplém počasí v prosinci nebo v lednu mohou ovocné pupeny začít rašit a pak budou často poškozeny nízkými teplotami, kterým by jinak mohly odolat. Některé odrůdy jsou náchylnější k poškození chladem než jiné. 
S výjimkou neobvyklých teplotní výkyvů v ročních obdobích nedochází obvykle v zimě k poškození dobře vyzrálých větví. Stromy jejichž vegetační období nebylo včas ukončeno, jsou náchylnější k poškození, než dřeviny s dobře vyzrálými letorosty. Intenzita a ukončení růstu dřeva mohou být do značné míry řízeny metodami pěstování a řezu. Stromy rostoucí na hlubokých, dobře odvodněných půdách, udržované silným řádným řezem, provedeným ve vhodném období, obecně dokáží odolat nízkým teplotám v zimě bez vážného poškození.
Nedostatek vláhy na podzim může během zimy způsobit poškození stromů. Dochází vysychání letorostů a doplnění vláhy kořeny vzhledem ke zmrzlé půdě nemusí být snadné. Je-li půda v pozdním podzimu mimořádně suchá a nastanou silné mrazy, je pravděpodobné, že vzhledem k nedostatku vlhkosti dojde k poškození letorostů. To může být zesíleno jarním střídáním slunných dní a chladných nocí.
Poškození kořenů je pravděpodobnější u mladých broskvoní, a stromů rostoucích na těžkých půdách, nebo tam, kde jsou vystaveny silným větrům a také tam, kde jsou zimní teploty výrazně proměnlivé. Pohyb stromů ve větru v pozdním podzimu často způsobí, že kolem kmene je vytvořen volný prostor (mezera v půdě) pokud se voda shromažďuje v této skulině a v zimě několikrát zmrzne a taje, tkáně na povrchu hlavního kořene budou pravděpodobně poškozeny. Stromy pak vykazují vliv zranění až do následujícího léta. Prohlídka hlavního kořene ukáže, že je více či méně houbovitý a místy zčernalý nebo se částečně rozpadá. Lékem na tento problém je podle dostupného zdroje silně prořezávat stromy během příští zimy. Poškození se obvykle zhojí, za předpokladu, že nebylo příliš vážné. Pokud stromy ale zůstanou bez prořezávání, je pravděpodobné, že brzy uhynou.
Obecně platí, že pěstitel broskví se má více bát jarních mrazů, než mrazivého zimního počasí. Teplé počasí v pozdní zimě může způsobit, že začínají rašit pupeny brzy, takže je pravděpodobné, že se otevřou dříve než obvyklé. Je pak ve velké nebezpečí, že pupeny budou zničeny jarními mrazy. I v normálním období, když se pupeny otevřou v obvyklou dobu, je jisté nebezpečí které hrozí při mrazech. Když jsou poupata broskví natolik rozvitá, že ukázala růžovou barvu, mohou odolat teplotám 15 °F. V plném květu snesou 26 ° až 28 °F. Poté, co začnou broskve tvořit plůdky, i lehký mráz je zničí.
Odrůda je často faktor ovlivňují náchylnost k poškození mrazem. V některých obdobích je rozdíl od jednoho do několika dnů v době kvetení různých odrůd broskví. Výběr z pozdně kvetoucích odrůd je proto doporučen pro oblasti, kde se vyskytují pozdní jarní mrazíky a může být výrazně důležitý pro prevenci poškození.

### Nejvýznamnější choroby

#### Kadeřavost broskvoně
Tato choroba je způsobena houbou Taphrina deformans. Napadány jsou každoročně při rašení pouze mladé listy do velikosti 1,5 centimetru. Zkadeřené listy zasychají a opadávají. Na plodech někdy vznikají červené skvrny s nepravidelným okrajem. Výjimečně je napadáno i dřevo letorostu.

#### Padlí broskvoňové
Původcem této choroby je houbový patogen Sphaerotheca pannosa. Napadá letorosty, mladé listy a zejména plody. Na plodech vytváří bílé kulaté skvrny, viditelné dva až čtyři týdny po onemocnění. Zralé plody jsou proti napadení odolnější.

#### Suchá skvrnitost listů
Tuto chorobu způsobuje za chladného a vlhkého počasí houba Clasterosporium carpophilum. Způsobuje vznik suchých, okrouhlých, hnědočerných skvrn na listech, které později vypadávají. Proto se jinak nazývá také dírkovitost listů. Na plodech se vytvářejí skvrny, které mohou být i vyvýšené. Někdy se objevují i kapičky klejotoku. Silně napadené plody bývají znetvořeny.

## Odrůdy

### Odrůdy pěstované v Česku
Situace s pěstováním broskvoní v České republice je neuspokojivá, a to především z pohledu věkové struktury výsadeb a úzkého odrůdového spektra pěstovaných odrůd. Odrůdy broskvoní rozdělujeme podle doby zralosti ve srovnání s odrůdou Redhaven na rané odrůdy (doba zrání 30–10 dní před Redhaven), středně rané odrůdy (10 dní před Redhaven až 10 po Redhaven), pozdní odrůdy (15–35 dní po Redhaven).
- rané – ‚Maycrest‘, ‚Alexandra‘, ‚Rich May‘, ‚Royal Glory‘, ‚Alix‘, ‚Amsdenova‘, ‚Roztylská‘, ‚Earliglo‘, ‚Primissima Delbart‘, ‚Spring Lady‘, ‚Favorita Morettini 3‘, ‚Firebrite‘ , ‚Nerine‘, ‚Crimson Gold‘, ‚Kamila‘, ‚Red Robin‘, ‚Harmony‘, ‚Super Queen‘, ‚Ruby Prince‘, ‚Frand‘,
- střední – ‚Earliglo‘, ‚Queen Lady‘, Flavortop‘, ‚Harbrite‘, ‚Belmondo‘, ‚Reliance‘, ‚June Star‘, ‚Spring Perfect‘, ‚Velvet‘, ‚Snow Queen‘, ‚Sentry‘, ‚Golo‘, ‚Michaela‘, ‚Redhaven‘, ‚Krasava‘, ‚Brunila‘, ‚Harko‘, ‚Modřinka‘,
- pozdní – ‚Catharina‘, ‚Radosť‘, ‚Fairhaven‘, ‚Regina‘, ‚Iskra‘, ‚Nectared 4‘, ‚Flamingo‘, ‚Symphonie‘, ‚Suncrest‘, ‚Harrow Beauty‘, ‚Top Lady‘[11] [12]

Podle hodnocení genofondové kolekce broskvoní a nektarinek ZF MZLU v Lednici by mohly najít uplatnění v pěstitelské praxi tyto odrůdy:
Duan Yu: Raná odrůda pocházející z Číny s krémově zbarvenou dužninou špatně oddělitelnou od pecky.
Zao Mei: Raná odrůda pocházející z Číny, dužnina je krémová, středně pevná.
Crimson Gold: Žlutomasá raná odrůda pocházející z USA, s kyprou dužninou neodlučitelnou od pecky, s nižšími hmotnostmi plodů.
Spring Belle: Žlutomasá raná odrůda původem z Itálie. Dužnina je středně pevná, nelze ji zcela oddělit od pecky.
Spring Lady: Kalifornská raná žlutomasá odrůda, s dužninou středně pevnou, neoddělitelnou od pecky.
Early Star: Žlutomasá raná odrůda z USA, s dužninou neoddělitelnou od pecky.
Spring Brite: Americká středně raná odrůda, plody jsou velmi atraktivní, souměrné. Dužnina je pevná, zbarvená do oranžova, středně dobře odlučitelná od pecky.
Super Queen: Středně raná odrůda z Itálie, se zelenobíle zbarvenou pevnou dužninou. Plody jsou aromatické, s výbornými chuťovými vlastnostmi.
Ruby Prince: Středně raná americká odrůda s pevnou žlutou dužninou, středně dobře odlučitelnou od pecky.
Royal Glory: Středně raná americká odrůda typická svou sladkou chutí se sníženým obsahem kyselin.
June Prince: Středně raná žlutomasá americká odrůda s dužninou špatně oddělitelnou od pecky. Nevýhodou je nižší plodnost.
Miss Italia: Středně raná italská žlutomasá odrůda s dužninou snadno oddělitelnou od pecky.
Fidelia: Středně raná bělomasá odrůda s krémově bíle zbarvenou dužninou snadno oddělitelnou od pecky.
Benedicte: Pozdně zrající odrůda z Francie s krémově zbarvenou dužninou snadno oddělitelnou od pecky.
Symphonie: Žlutomasá pozdně zrající odrůda původem z Francie, s pevnou dužninou snadno oddělitelnou od pecky.
Tendresse: Pozdně zrající italská odrůda s bílou středně pevnou dužninou.
Tardibelle: Pozdně zrající francouzská žlutomasá odrůda s pevnou dužninou.

## Zpracování v konzervárenském průmyslu
Při zpracování v konzervárenském průmyslu existuje několik způsobů loupání. Při loupání parou jsou broskve nejprve vystaveny účinkům vysokotlaké páry v otáčivé tlakové nádobě, kde je během 15–30 sekund uvařena povrchová vrstva plodu. Následně je tlak prudce uvolněn, čímž dojde k oddělení uvařené slupky. Při loupání noži je plod oloupán pomocí malých čepelí, upevněných na válečcích. Nejméně používanou metodou je chemické loupání, kdy jsou broskve naloženy do koncentrovaného roztoku hydroxidu vápenatého při teplotě 60–70 °C po dobu 1–3 minut.

## Význam
Broskve patří mezi nejoblíbenější druhy ovoce. Značná část sklizně je zpracována v konzervárenském průmyslu, vzácněji se suší. Zralé plody obsahují především cukry, kyselinu citronovou a kyselinu jablečnou. Významný je obsah vitamínů B1, B2, C a provitaminu A. Plody se žlutou dužninou jsou na vitamíny zpravidla nejbohatší.

### Pěstování a význam v Česku
Negativní vývoj komerčního pěstování broskvoní v České republice je zapříčiněn poklesem zájmu pěstitelů díky nízkým výkupním cenám. Obchodní řetězce určující tuzemské prodejní ceny podporují především importované ovoce. Dalšími důvody poklesu významu komerčního pěstování broskvoní v ČR jsou zastaralé odrůdy, přestárlé výsadby, a šířící se šarka švestek (PPV).

## Broskvoně v literatuře
John Steinbeck se v knize Hrozny hněvu popisuje dobu kdy tisíce obyvatel Oklahomy nebylo schopno splácet dluhy a míří do Kalifornie, kde je jim nabízena možnost sklízet ovoce (broskve) za dobré mzdy. Po příjezdu vidí mnoho uchazečů o jakoukoli práci s malou nadějí, že dostanou přiměřenou mzdu kvůli nadbytku pracovní síly, chybějícím zákonům a konspiraci velkých místních pěstitelů ovoce. Jsou náhle nádeníky a jejich mzdy jsou každý den stále nižší a stále přijíždějí další zbídačelí farmáři. V knize je popis některých detailů pěstování a sklizně broskví.